# Palatul Ruzzini

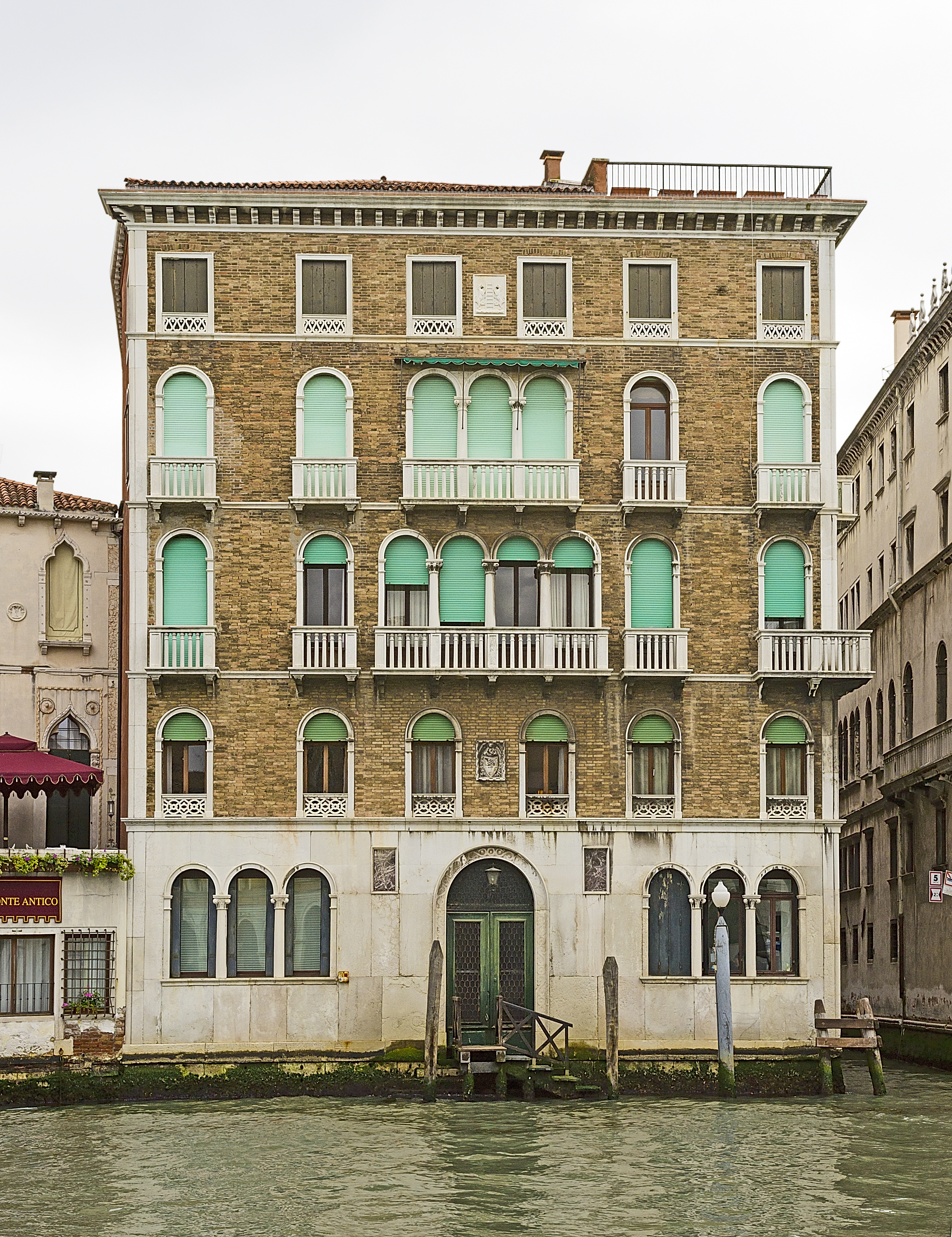
Palatul Ruzzini

Palatul Ruzzini este un palat din Veneția, ultima clădire de pe malul stâng al Canal Grande care aparține de sestiere Cannaregio: clădirea vecină Fontego dei Tedeschi face parte din sestiere San Marco. Palatul Ruzzini, foarte apropiat de Podul Rialto, este lipit de Casa Perducci. 

## Istoric
Palatul este destul de recent, fiind construit către sfârșitul secolului al XIX-lea pe lotul pe care se afla anterior Fontego dei Persiani, clădire dărăpănată demolată în 1830.

## Arhitectură
Construită în stil neorenascentist, clădirea are o fațadă extrem de schematică, caracterizată prin contrastul dintre culoarea cărămizilor și cea a pietrei de Istria care mărginesc deschiderile dispuse după un model care include în centru două ferestre quadrifore, înconjurate de ferestre monofore. Edificiul are cinci nivele. Elemente specifice sunt portalul către canal și cele două mici ferestre trifore de la parter. Blazonul familiei, situat deasupra portalului și susținut de un înger, datează din cea de-a doua jumătate a secolului al XIV-lea. Contemporan cu el este scutul dreptunghiular de pe fațada laterală, în timp ce o imitație simplă este amplasată la nivelul mezaninului.